# Barro (banda argentina)
Barro (estilizado como «BARRO») es un grupo de metal alternativo de la ciudad de Buenos Aires, Argentina. Es un proyecto del artista Ca7riel, quien también forma parte del dúo de trap Ca7riel y Paco Amoroso. Lanzaron su EP debut en 2023, también titulado Barro.

## Historia
Barro nació en 2023, gracias a la iniciativa del músico Catriel Guerreiro Fernández Peñaloza, más conocido como Ca7riel, quien se juntó con Chowy Fernández, guitarrista del grupo de death metal Pronoia. Luego se sumaron Julián Montes «El Montes» (en el bajo) y Alan Fritzler (en batería). Luego de experimentar con el rock progresivo (en la banda Astor) y el trap (con el dúo Ca7riel y Paco Amoroso), Ca7riel decidió volcarse al metal con el proyecto BARRO, que fusiona heavy metal, nu-metal y punk rock.
El 16 de febrero de 2023 lanzaron su primer EP homónimo de cinco canciones, y el 9 de marzo del mismo año realizaron su primer show en vivo a sala llena en Niceto Club de la ciudad de Buenos Aires. El 17 de agosto de ese mismo año, lanzaron su primer álbum de estudio, titulado Constimordor, con 11 canciones, incluyendo colaboraciones con Julián Guerreiro y Ronpe 99. Esta publicación los llevó a su primera gira nacional, en la que pasaron por Buenos Aires, La Plata, Rosario, Córdoba, Mar del Plata y Santa Fe.

## Estilo musical e influencias
Ca7riel cita como influencias a Michael Jackson, Bandana, Megadeth y Pantera. Chowy menciona como sus grandes influencias a Hermética, Metallica, Cannibal Corpse, Living Colour, Extreme, Steve Vai, Animals As Leaders, Gojira, Meshuggah y The Faceless y Julián "el Montes" a Primus, Red Hot Chili Peppers, Korn y Limp Bizkit.

## Personal

### Miembros actuales
- Ca7riel: voz y guitarra.
- Chowy Fernández: guitarra.
- El Montes: bajo y voz.
- Alan Fritzler: batería y bajo.

## Discografía

### EP
- 2023: Barro

### Álbum de estudio
- 2023: Constimordor

## Premios y nominaciones
| Año  | Premio                | Categoría                         | Trabajo nominado | Resultado | Ref.  |
| ---- | --------------------- | --------------------------------- | ---------------- | --------- | ----- |
| 2024 | Premios Carlos Gardel | Mejor nuevo artista               | Barro            | Nominado  | [ 6 ] |
| 2024 | Premios Carlos Gardel | Mejor álbum de rock pesado - punk | Constimordor     | Ganador   | [ 6 ] |